# Uéi Paesano
¡Ué... Paisano! es una película argentina escrita y dirigida por Manuel Romero (1891-1954). La misma se distinguió por la música de Nicola Paone quien escribió una pieza con el mismo título.
Fue estrenada el 15 de junio de 1953.

## Trama
La historia gira en torno a la relación de los inmigrantes italianos y los argentinos. La nostalgia por su país de origen y la vida en un país extraño. Resulta un llamado a la unión de los inmigrantes que evoca al sentimentalismo. La película transmite la sensación del músico, al cual un inmigrante italiano escucha, y se siente «comprendido y amado incondicionalmente».

## Reparto
- Susana Campos
- Celia Geraldy
- Iris Láinez
- Nicola Paone
- Fidel Pintos
- Vicente Rubino
- Francisco Audenino
- Cayetano Biondo
- Fernando Borges
- Osvaldo Bruzzi
- Gregorio Cicarelli
- Rafael Diserio
- Vicente Forastieri
- Olga Gatti
- Osvaldo Moreno
- Fausto Padín
- Alberto Quiles
- Enrique Roldán